# Rodenkirchen
Rodenkirchen  est un des neuf arrondissements de la ville allemande de Cologne, en Rhénanie-du-Nord-Westphalie. Il porte le numéro 2.

## Histoire
L'arrondissement de Rodenkirchen existe depuis le 1er janvier 1975.